# Вінона (округ Монтгомері, Іллінойс)
Вінона (англ. Wenonah) — селище (англ. village) в США, в окрузі Монтгомері штату Іллінойс. Населення — 32 особи (2020).

## Географія
Вінона розташована за координатами 39°19′12″ пн. ш. 89°17′17″ зх. д. / 39.32000° пн. ш. 89.28806° зх. д. (39.319996, -89.287934). За даними Бюро перепису населення США в 2010 році селище мало площу 3,92 км², уся площа — суходіл.

## Демографія
Згідно з переписом 2010 року, у селищі мешкало 37 осіб у 17 домогосподарствах у складі 11 родини. Густота населення становила 9 осіб/км². Було 19 помешкань (5/км²).
Расовий склад населення:
| - 100,0 % — білих |

До двох чи більше рас належало 0,0 %. Частка іспаномовних становила 0,0 % від усіх жителів.
За віковим діапазоном населення розподілялося таким чином: 18,9 % — особи молодші 18 років, 54,1 % — особи у віці 18—64 років, 27,0 % — особи у віці 65 років та старші. Медіана віку мешканця становила 44,5 року. На 100 осіб жіночої статі у селищі припадало 105,6 чоловіків; на 100 жінок у віці від 18 років та старших — 114,3 чоловіків також старших 18 років.
Середній дохід на одне домашнє господарство становив 62 176 доларів США (медіана — 77 813), а середній дохід на одну сім'ю — 68 460 доларів (медіана — 78 438).
Цивільне працевлаштоване населення становило 18 осіб. Основні галузі зайнятості: освіта, охорона здоров'я та соціальна допомога — 50,0 %, публічна адміністрація — 27,8 %, транспорт — 5,6 %, роздрібна торгівля — 5,6 %.